# Basso (famiglia)

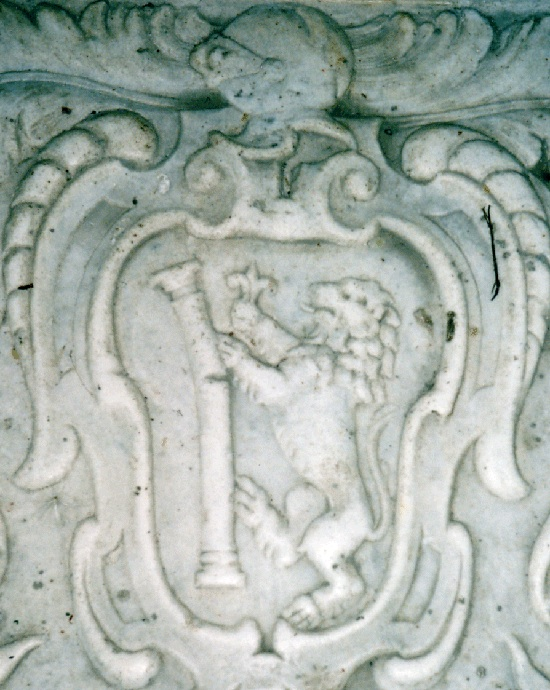
Stemma della famiglia Basso

La famiglia Basso è una famiglia della nobiltà italiana originaria della Liguria.
La famiglia ebbe sempre contatti con lo Stato Pontificio e con il Regno di Napoli.

## Ascesa familiare
Fu in Liguria che un tale Giovanni Basso, notaio, insignito del titolo savoiardo di "Nobile di Baldacchino", discendente di Guglielmo Basso, che fu podestà a Savona nel 1400, si sposò con Luchina della Rovere, aristocratica, sorella di Francesco della Rovere e zia di Giuliano della Rovere, entrambi pontefici.
La famiglia della Rovere era un'aristocratica famiglia ligure che, dopo l'elevazione pontificia di Sisto IV, aveva avuto una rapida ascesa, così come per le famiglie che vi si imparentavano e aggiungevano al loro cognome quello della famiglia, tra cui vi erano anche i Basso.
Dopo il matrimonio Giovanni Basso della Rovere acquistò i titoli di "Conte di Bistagno e di Monastero". Il secondo figlio di questo matrimonio fu Girolamo Basso della Rovere, cardinale e vescovo di Recanati, ed alla morte gli fu costruita una celebre cappella con il suo monumento funebre, voluta da Papa Giulio II. Sua sorella Maria sposò il patrizio genovese Antonio Grosso, dalla quale ebbe come figli i due cardinali: Leonardo Grosso della Rovere e Clemente Grosso della Rovere.

## Ramo ligure
Il primo figlio di Giovanni Basso della Rovere fu Bartolomeo, Conte di Bistagno e di Monastero, una delle figure centrali della nobiltà Savonese..
Egli ebbe numerosi discendenti, che si stanziarono in Piemonte, venendo investiti dalla Casa Savoia con numerosi titoli.
Essi, infatti, furono investiti dei titoli di: marchesi e signori di Vieux, Marchesi della Cisterna d'Asti, Marchesi e Signori di Montagogne, Marchesi e Signori di Montiglio.
Il ramo si estinse nel 1800.

## Ramo meridionale
Il terzo figlio di Giovanni Basso della Rovere fu Antonio, molto vicino a Papa Sisto IV, ricevendo le investiture pontificie di Governatore di Terracina, rettore di Campagna e Marittima ed il titolo pontificio (personale e non trasmissibile) di Conte Palatino. Egli ebbe un ruolo fondamentale nella politica di avvicinamento tra Stato Pontificio e Regno di Napoli. 
Difatti nel 1480, con un sontuoso e sfarzoso matrimonio tenutosi a Roma, si sposò con Caterina Marzano d'Aragona, Nobile dei Principi di Rossano, figlia di Marino Marzano e di Eleonora d'Aragona, figlia illegittima del Re Alfonso V d'Aragona e sorellastra del Re Ferdinando I, aggiungendone il cognome d'Aragona.
Pochi mesi dopo il matrimonio morì senza figli, ma un discendente, probabilmente da parte del fratello Bartolomeo Basso della Rovere, si trasferì a Napoli nel corso del XVI secolo, divenendo Patrizio ascritto al Sedile di Portanova di Napoli.
Di questa famiglia è Antonio Basso, celebre poeta morto decapitato.
Tra i discendenti di Giovanni Basso ci fu don Raffaele Basso, ricco proprietario, garibaldino, deputato.
Un ramo dei Basso fu anche feudatario di Bagnoli del Trigno, in Molise.